# Власенко Іван Афанасійович
Іван Опанасович Власенко (1907—1995) — полковник Радянської Армії, учасник боїв на Халхін-Голі і Другої світової війни, Герой Радянського Союзу (1945).

## Біографія
Іван Власенко народився 22 грудня 1907 року в селі Дубовичи (нині — Кролевецький район Сумської області України) в селянській родині. В 1919 році він закінчив неповну середню школу в рідному селі, потім працював на тартаку, на залізничних станціях Кролевець, Конотоп, Ромни. У 1929 році Власенко був призваний на службу в Робітничо-селянську Червону армію Маймакским районним військовим комісаріатом Архангельської області. В 1933 році він закінчив об'єднану кавалерійську школу в Борисоглібськ. Брав участь у боях на Халхін-Голі.
З серпня 1941 року — на фронтах Другої світової війни. Брав участь у боях на Карельському, Південно-Західному, 3-му Українському та 1-му Білоруському фронтах. У 1942 році він вступив у ВКП(б). До липня 1944 року гвардії підполковник Іван Власенко командував 137-м гвардійським стрілецьким полком 47-ї гвардійської стрілецької дивізії 8-ї гвардійської армії. Відзначився під час визволення Української РСР.
18 липня 1944 року полк Власенко отримав завдання прорвати глибоко ешелоновану оборону противника на північний захід від села Вільшанка Волинській області і звільнити місто Любомль. Власенко розробив план і провів велику підготовчу роботу. Його полк захопив спочатку траншеї, потім висоту 220,8, прорвавши тим самим лінію оборони. 19 липня полк успішно зайняв Любомль. 20 липня полк вийшов до державного кордону СРСР і з двома батальйонами переправився через Західний Буг і захопив плацдарм. Надалі цей плацдарм дав можливість підрозділам дивізії розгорнути наступ. Всього ж за 4 доби настання полк Власенко пройшов з боями 125 кілометрів, знищивши близько 1500 ворожих солдатів і офіцерів, 3 САУ «Фердинанд», 15 станкових кулеметів, захопив у полон 125 осіб, звільнив 18 населених пунктів.
Указом Президії Верховної Ради СРСР від 24 березня 1945 року за зразкове виконання бойових завдань командування на фронті боротьби з німецькими загарбниками і проявлені при цьому мужність і героїзм гвардії підполковник Іван Власенко був удостоєний високого звання Героя Радянського Союзу з врученням ордена Леніна і медалі «Золота Зірка» за номером 5183.
Після закінчення війни Власенко продовжив службу в Радянській Армії. В 1958 році в званні полковника він був звільнений у запас. Проживав у Кисловодську, помер 29 вересня 1995 року.
Був нагороджений двома орденами Леніна, чотирма орденами Червоного Прапора, орденами Олександра Невського, Вітчизняної війни 1-го ступеня і Червоної Зірки, польським орденом «Віртуті Мілітарі» 5-го класу, а також низкою радянських та іноземних медалей.